# Honorat Cotteli
Honorat Cotteli (* 4. Januar 1941 in Banska Bystrica, Slowakei; † 2. Februar 2014 in Baden, Schweiz) war ein slowakischer Komponist, Violinist und Musikpädagoge.

## Leben

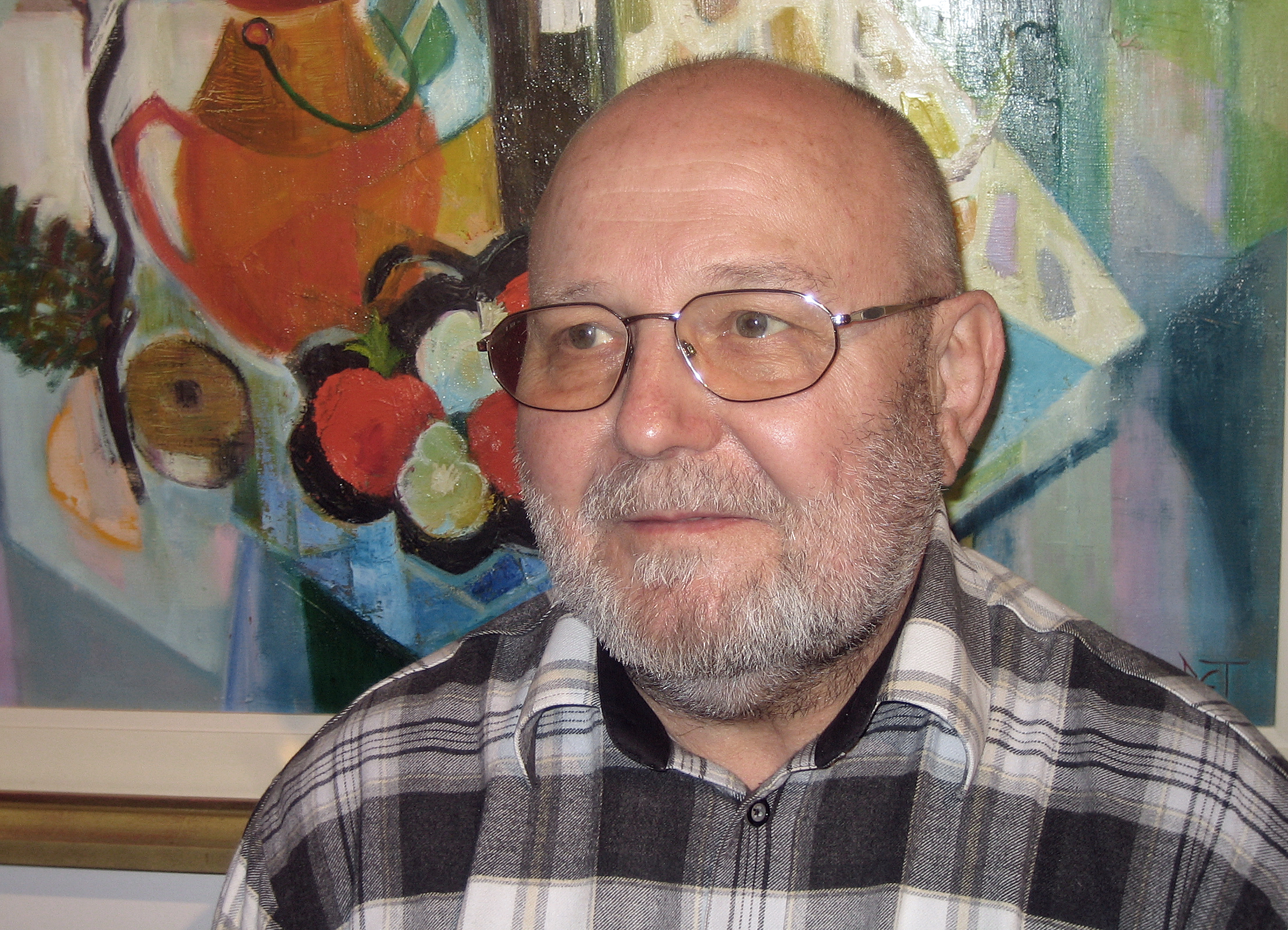
Honorat Cotteli 2006

Cotteli verbrachte seine frühe Jugend in seiner Heimatstadt Banská Bystrica. Mit sechs Jahren erhielt er zum ersten Mal Violinenunterricht. Mit 14 Jahren zog er nach Brünn und begann das Musikstudium für Violine am dortigen Konservatorium, das er 1960 in Bratislava abschloss. Ein Jahr vor seinem Abschluss wurde er Mitglied des Radioorchesters Bratislava und musikredaktioneller Mitarbeiter im tschechoslowakischen Rundfunk. Bald darauf erfolgte der Übertritt in die Slowakische Philharmonie. Ab 1964 wirkte er gleichzeitig auch als Konzertmeister an der Staatsoper Banská Bystrica.
1967 konnte Cotteli die damals noch kommunistische Slowakei verlassen und in die Schweiz übersiedeln. Er trat als Violinist ins Orchester des Stadttheaters St. Gallen ein und wurde zwei Jahre später mit der Stelle des Konzertmeisters betraut. Mit seinem Cotteli-Quartett (1. Violine Honorat Cotteli, 2. Violine Miloslav Kopecky, Viola Oskar Menzel, Violoncello Conrad Schmid) pflegte er eine kammermusikalische und solistische Tätigkeit.
1970 wurde Cotteli Mitglied des Orchesters der Züricher Oper und zog nach Spreitenbach unweit von Zürich. Unter der Leitung von Räto Tschupp wurde er Mitglied der Camerata Zürich. 1976 folgte er seiner Berufung als Lehrer für Violine an das Zürcher Konservatorium (Zürcher Hochschule der Künste ZHdK).  Ab 1986 verlagerte sich sein Interesse und sein musikalisches Schaffern immer mehr auf die Komposition eigener Werke. Seine letzte Komposition Trais entstand 2013, im Jahr vor seinem Tod.

## Kompositorisches Schaffen
Das kompositorische Schaffen Cottelis setzte 1986 ein. Es entstanden etwa 80 Werke für die unterschiedlichsten Besetzungen. 1996, im Jahre der Slowakischen Musik, wurden anlässlich des Kompositionswettbewerbs zwei seiner Werke ausgezeichnet: Vier Bagatellen für Streichinstrument solo, komponiert 1991 sowie Trio Burlesco für Streichertrio, komponiert 1994. Seine Tonsprache ist gekennzeichnet von einer erweiterten Tonalität. In sie flossen Rhythmen und Themen aus der Volksmusik seiner slowakischen Heimat ein. Honorat Cotteli hat das gesamte Material seiner Kompositionen 2013 der Zentralbibliothek Zürich anvertraut.

## Rezeption
Einzelne Werke Cottelis fanden Aufnahme in die Programme von Kammermusik-Ensembles und Kammerorchestern. Aufführungen fanden in der Schweiz, der Slowakei, Tschechien, Ungarn, Polen, Belgien, Spanien und Japan statt.

## Auszeichnungen und Ehrungen
- 1996: Jahr der Slowakischen Musik: Die beiden Werke Vier Bagatellen (1991) und Trio Burlesco (1994) werden mit dem 2. Preis des Kompositionswettbewerbs ausgezeichnet.
- 1999: Erwähnung im International Who’s Who in Music (17. Ausgabe, 1999)
- 2005: Komponistenportrait im Rahmen der Kammermusik-Reihe Foyer musical der Zürcher Oper, aus Anlass seiner Verabschiedung vom Orchester

## Werke

### Orchesterwerke

#### Orchesterwerke für Streicher
- 1989 Intrada, Leichte Vortragsmusik für Streichorchester
- 1993 Impressioni, Leichte Konzertmusik für Streichorchester
- 1994 Fantasia Giocosa, Anspruchsvolle Konzertmusik für Solo Vl und Streicher
- 1998 Swing Part, Anspruchsvolle swingige Kammermusik für Streichorchester
- 1997 Partita Slovacca, Anspruchsvolle Kammermusikfür Solo Vl1 und Vl2 und Streichorchester
- 2001 Creazioni Sonore, Anspruchsvolle Kammermusik für Solo Va und Cb und Streicher
- 2004 Umori / Stimmungen, Leichte Konzertmusik für Streicher
- 2005 Piccola Rapsodia Slovacca, Mittelschwere Orchestermusik für Kammerorchester
- 2006 Archi Spiccati, Anspruchsvolle rhythmische Streichermusik
- 2007 Fantasticando Una Fantasia, Anspruchsvolle Konzertmusik für Streicher und Synthesizer

#### Orchesterwerke mit/für Bläser(n)
- 1998 Intrada, Leichte Vortragsmusik für Brass Band

#### Orchesterwerke für größere Besetzung
- 1991 Little Swing, Leichte Swingmusik für Streicher, Fl,Ob,Cl,Fg, Tr, Tn,Vib., Mitspiel-CD verfügbar
- 1997 Fantasia Giocosa, Anspruchsvolle Konzertmusik für Solo-Vl und Orchester
- 1996/98 Orchestino, Anspruchsvolle Orchestermusik, Concertino für  Symph. Orchester
- 1996 Racconti Di Faust, Anspruchsvolle Orchestermusik für Solo-Vl. und Orchester
- 2000 Saloniata, leichte Konzertmusik für Salonorchester
- 2001 Pohreb, Anspruchsvolle Musik für Soli und Chor und Orchester (auf Slowakische Verse von M. Kováč)

### Kammermusik

#### Kammermusik für 1–3 Instrumente
- 1988 Musica Per Due Archi, Leichte Vortragsmusik für Vl und Vla
- 1989 Musica Slovacca, Leichte Vortragsmusik für 2 Streichinstrumente
- 1991 Vier Bagatellen, Anspruchsvolle Musik für 1 Streichinstrument solo (arr. für folgende Instrumente: Vl; Va; Vc; oder Cb)
- 1994 Trio Burlesco, Anspruchsvolle Kammermusik für Vl, Va und Vc
- 1997 Swing Part, Anspruchsvolle swingige Kammermusik für Vl, Git und Cb
- 1998 Framenti, Anspruchsvolle Kammermusik Solo Streichinstrument (arr. für folgende Instrumente: Vl; Va; Vc)
- 1999 Duo Concertante, Anspruchsvolle Duomusik für 2Vl; 2 Va; oder 2 Vc
- 2000 Promenade Avec Monet, Anspruchsvolle Musik für Flöte solo
- 2001 Contrasti, Anspruchsvolle Konzertmusik für Harfe solo
- 1955/1997 Melodia Opus 1, Leichte Vortragsmusik für zwei Violinen, alternativ mit Mitspiel-CD (Neubearbeitung der Komposition von 1955/1997)
- 2002 Zingara Slovacca, Leichte Musik für Vl, Acc und Cb
- 2005 Recitativo Al Piccolo Tango, Virtuose Musik für Violine solo
- 2006 Contrasti Poetici, Anspruchsvolle Kammermusik für Flöte und Harfe
- 2007 Maniere Di Soler, Anspruchsvolle Konzertmusik für Cembalo solo
- 2007 Ave Maria, Liturgisches Poème für Streichinstrument und Sprechstimme
- 2007 Tango Breve, Leichte Vortragsmusik für Acc und Bass-Instrument
- 2009 Canto Amabile, Leichte Vortragsmusik für 2 Vl, oder 2 Vla, oder 2 Vc
- 2010 Frammenti Nuovi, Virtuose Solomusik für Vl oder Vla
- 2011 Spievanky, Anspruchsvolle Kammermusik für Flöte und Harfe
- 2011 Septimen, Anspruchsvolle Kammermusik für Cl, Cl B und Cl Es
- 2012 Träumereien, Anspruchsvolle Kammermusik für Harfe und Klavier (auf slowakische Volksmotive)
- 2013 Trais, Anspruchsvolle Kammermusik für Vl., Harfe und Elektronik

### Musik für Streichquartett
- 1995 Swing Part, Anspruchsvolle swingige Kammermusik für Streichquartett
- 1998 Jiddische Melodie, Leichte Vortragsmusik für Streichquartett
- 1999 Transeamus Usque Bethlehem, Leichte Weihnachtsmusik aus der Slowakei für Streichquartett
- 2007 Tango Breve, Leichte Vortragsmusik für Streichquartett
- 2007 Roxy, Anspruchsvolle swingige Musik für Streichquartett
- 2009 Musica Slovacca, Leichte Vortragsmusik für Streichquartett

### Werke mit Klavier
- 1995 Preludi, Anspruchsvolle Kammermusik für Violine und Klavier
- 1996 Episodi, Anspruchsvolle Kammermusik für Flöte und Klavier
- 1996 Swing Part For 7, Anspruchsvolle swingige Kammermusik für Streichtrio, Fl, Sax, Vibr. und Klavier
- 1996 Capriccio, Anspruchsvolle Kammermusik für Violine und Klavier
- 1997 Volti Grotteschi, Anspruchsvolle Kammermusik für Kontrabass (5-saitig /  4-saitig fis-h-e-a) und Klavier
- 1998 Suit Per Tre, Anspruchsvolle Kammermusik für Vl, Vc und Klavier oder für Cb, Fg, Cl in B, Cor in F, Tn
- 2004 Tangeada Engiadinaisa, Mittelschwere Tangomusik für Solo-Vl, Solo-Fl, Streicher und Klavier
- 2004 Zuzkine Melódie, Leichte zwei- bis dreistimmige Klaviermusik
- 2007 Mishkin Swing, Swingige Vortragsmusik für Klavier
- 2009 Ballade, Anspruchsvolle Kammermusik für Kontrabass und Klavier
- 2012 Tango Breve, Anspruchsvolle Kammermusik für Harfe und Klavier
- 2012 Vocalise, Anspruchsvolle Kammermusik für Harfe, Klavier und Vokal

### Vokalwerke
- 1996/1997 Spievané Verše / Gesungene Verse, Fünf Lieder für Mezzosopran und Klavier, auf Texte slowakischer Dichter, Anspruchsvolle Gesangmusik
- 1998 Herbstwind, Ballade für Bariton und Klavier auf Text von Manfred Krüger-Oestreich, Anspruchsvolle Gesangsmusik
- 2004 Wasserzauber, Poème für Stimme, Cb und Klavier
- 2006 Rufe Des Ozeans, Poème für hohe Stimme, Fl, Vc und Klavier
- 2009 Nenávisť A Zmierenie / Hass Und Versöhnung, nach einem Gedicht von Alexander Žemla für Sopran, Fl, Vc und Klavier, Anspruchsvolle Gesangsmusik
- 2010 Dôstojnosť Staroby / Würde Des Alters, Poème für tiefe Männerstimme und Klavier, frei nach einem Gedicht von Alexander Žemla

### Verschiedene Besetzungen
- 1987 Concertino „Instrumental“, Leichte Vortragsmusik für Instrument Solo und  Obligato (und / oder Ensemble und / oder CD). Solo, Obligato, Ensemble, CD, für alle Instrumente und Stimmungen total kombinierbar, z. B. Vl und Vl;  Fl und Fg; Vc und Vib  und Ens; Ob und Cl  und CD und Ensemble; usw.
- 1995 Fantasticherie, Anspruchsvolle Kammermusik für Fl ,Hp ,Vl ,Va  und Vc
- 1997 Musica Per Ottoni, Anspruchsvolle Kammermusik für Brass Quintett
- 1997 Musica Per Contrabassi, Anspruchsvolle Kammermusik für vier Kontrabässe, Flöte und Vibraphon
- 1998 Swing Part For Six, Anspruchsvolle swingige Kammermusik für Streichquartett und Ob/Cl und Cl/Clb
- 1998 Favole Slovacche, Leichte Kammermusik für 4-stimmiges Harfen-Ensemble
- 1999 Musica Cassoviae, Anspruchsvolle Kammermusik für Streichquartett, Ob/Cl und Cl/Clb
- 2000 Percussionata, Leichte Musik für Schlaginstrumente und Akkordeon-Ensemble
- 2000 Wohlener Marsch, Leichte Musik für Akkordeon-Ensemble
- 2005 Fiori, Mittelschwere Musik für Akkordeon, Flöte und Streicher

### Musik für den Unterricht
- 2001 Mitspiel-CD und Soloinstrument, (Offenbach: Barcarole) arr. für Instrument in C
- 2001 Mitspiel-CD und Soloinstrument (B. Martinů: Jazz-Rhythmus) arr. für Vl, Va, Vc und weitere Instrumente in C,B, Es
- 2002 Mitspiel-CD und Soloinstrument (J. Massenet: Meditation) arr. für Vl
- 2002 Mitspiel-CD und Soloinstrument (G. Fauré: Berceuse) arr. für Vl
- 2002 Mitspiel-CD und Soloinstrument (J. Joplin: Entertainer) arr. für Vl, Va, Vc und Instrumente in C, B, Es
- 2002 Mitspiel-CD und Soloinstrument (J. Joplin: Synkopations) arr. für Vl, Va, Vc und Instrumente in C, B, Es
- 2003 Mitspiel-CD und Soloinstrument (Volksmusik aus Rumänien) arr. für Vl, Va, Vc und Instrumente in C, B, Es